# Programa Surveyor

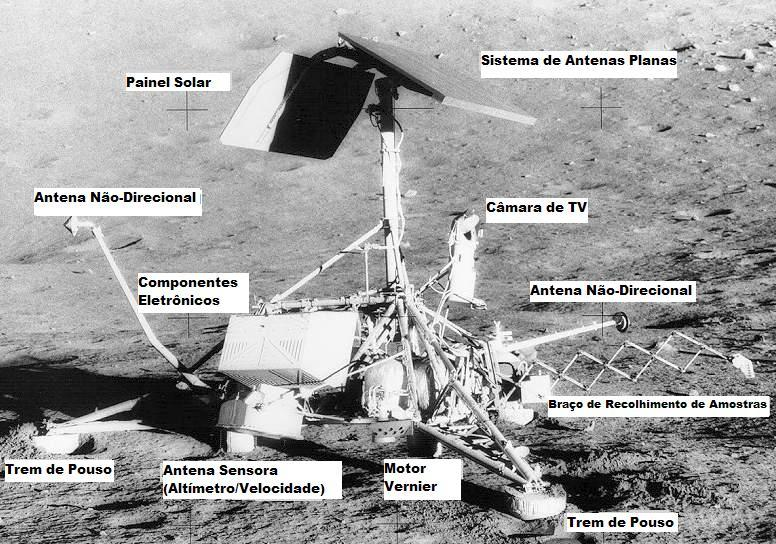
Fotografia de la nau Surveyor 3 descansant sobre la superfície de la Lluna, presa pels astronautes de l'Apollo 12 (descripcions afegides). No es mostren els retrocoets principals i la unitat de radar, que van ser expulsades abans d'aterrar. (NASA)

El programa Surveyor de la NASA és un programa d'exploració de la Lluna per mitjà de màquines automàtiques que van tenir un paper important en la preparació de les missions del programa Apollo. En el 1960, el centre espacial de la JPL oficialment va posar en marxa un projecte d'estudi científic del satèl·lit implementant una sonda espacial capaç d'allunar per estudiar la Lluna in situ. Els responsables de la NASA van reorientar el projecte en el 1961 en un programa de reconeixement per preparar-se per l'allunatge de l'home a la Lluna. Diverses sondes Surveyor van ser programades amb l'objectiu principal de desenvolupar un mètode d'aterratge suau i estudiar el sòl lunar i la seva topografia. La Lluna era poc coneguda llavors, i els científics no tenien certesa sobre la consistència del sòl lunar. Era imprescindible conèixer aquest paràmetre per validar el disseny del tren d'aterratge dels mòduls lunars.
La JPL va dissenyar un tipus de sonda espacial allunitzadora fabricada a càrrec de l'empresa Hughes Aircraft. El projecte es va enfrontar a molts problemes: sobrecostos, impassos tècnics i revisions dramàtiques de les especificacions. Les sondes Surveyor, a l'època, els motors complexos i innovadors: aquestes foren les primeres sondes dissenyades per allunar suaument en un altre cos celeste. Van ser construïdes amb malles de tubs d'alumini en forma d'aranya, van requerir el desenvolupament de diversos dispositius electrònics i motors innovadors: un gran retrocoet de gran rendiment, els motors verniers d'empenyiment modulable, dos radars les dades dels quals són usades pel sistema d'aterratge automàtic que ha de ser capaç de posar la sonda en un terreny amb característiques desconegudes. Aquestes sondes són gairebé una tona més pesants que moltes sondes nord-americanes que les van precedir i que no van excedir de 300 kg. Quan es va iniciar el programa, encara no existia un coet americà prou potent per llançar aquesta massa; la NASA va decidir utilitzar el llançador Atlas associat amb una etapa Centaur en curs de desenvolupament; s'introdueix l'ús de l'hidrogen que permet de tripliclar el rendiment del llançador Atlas-Agena utilitzat fins ara. No obstant això, el desenvolupament va durar molt més del que s'esperava i el primer llançament de la sonda Surveyor, inicialment programada pel 1963, no es va portar a terme fins en 1966.
Entre 1966 i 1968, set sondes Surveyor van ser llançades de les quals cinc van completar la seva missió amb èxit. Van proporcionar informació tranquil·litzadora sobre les propietats mecàniques del sòl lunar, el que demostrava les capacitats de suport del mòdul lunar Apollo. Per contra, els beneficis científics del programa van ser limitats pel fet que molts instruments científics inicialment previstos no es van instal·lar per falta d'una etapa Centaure prou potent. La càmera present en totes les sondes podia prendre més de 87000 fotografies del sòl lunar i les últims tres sondes van transportar un instrument per analitzar la composició química del sòl. Donada la complexitat de la missió assignada a les sondes, i malgrat els retards i els costos addicionals, el programa es considera un èxit del programa espacial americà.

## Context
El programa Surveyor va ser llançat al començament de la conquesta espacial per la competència on hi havia molt en joc políticament entre la Unió Soviètica i els Estats Units.

### Cursa espacial
Quan el programa Surveyor es va posar en marxa oficialment en el 1960, va trigar menys de 3 anys des que la Unió Soviètica va posar en òrbita el primer satèl·lit artificial anomenat Spútnik 1. La guerra freda entre els Estats Units i la Unió Soviètica estava en ple apogeu i els dos països estaven tractant de multiplicar les primícies espacials per demostrar la superioritat del seu sistema polític. En aquesta cursa espacial els soviètics tenien dos avantatges: van començar el seu programa espacial abans especialment amb els seus llançadors, derivats de míssils balístics com els americans portadors d'ogives nuclears, a més a més que són més potents, ja que van ser dissenyats per transportar bombes de majors dimensions que les armes nuclears dels Estats Units: des del 1960, la Unió Soviètica disposava del coet Molnya capaç de llançar cap a la Lluna una sonda espacial d'1,5 tones mentre que el llançador competidor nord-americà, l'Atlas-Agena, només pot llançar 300 kg per la mateixa destinació.

### Primeres missions espacials lunars

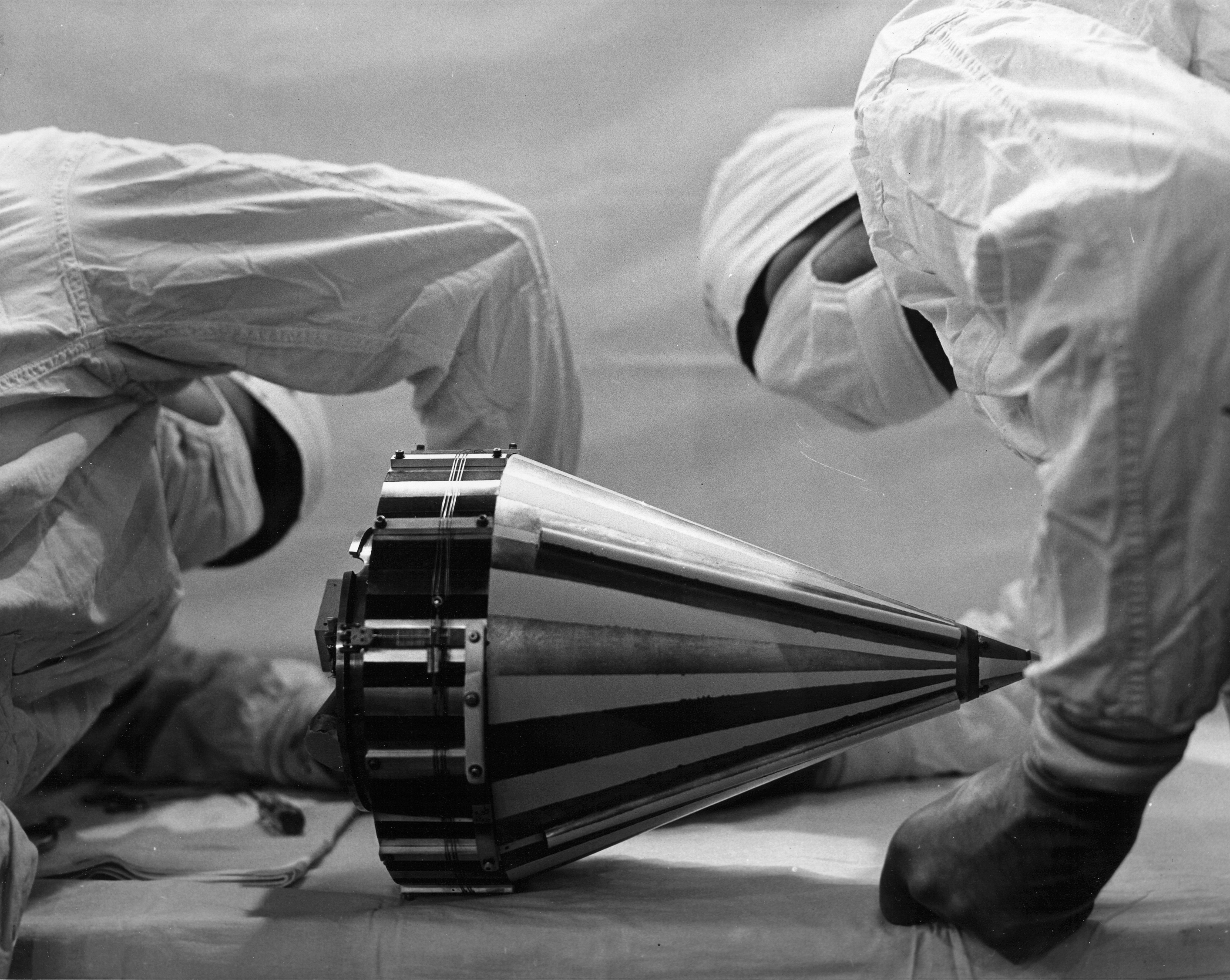
Les primeres sondes lunars americanes calien d'un llançador més potent (aquí el Pioneer 3).

L'exploració de la Lluna, el cos celeste més proper des de la Terra, figurava en els objectius dels programes espacials d'ambdós països. L'URSS va tenir l'èxit el gener de 1959 en llançar la sonda espacial Luna 1 que va efectuar el primer sobrevol de la Lluna; en l'octubre del mateix any el Luna 3 va aconseguir fotografiar la cara oculta del satèl·lit. Les primeres sondes americanes del programa Pioneer (1958-1960) que perseguien el mateix objectiu foren víctimes d'una sèrie de problemes. El programa Ranger (1960-1963) va prendre el relleu amb sondes per realitzar imatges més complexes de la Lluna, però sap que el seu primer èxit va ser en 1963 després de 6 intents fallits consecutius. El desenvolupament de la segona generació de sondes interplanetàries americanes va començar en el 1960 amb el programa Mariner el que va permetre explorar els planetes interiors del sistema solar (Mart, Venus i Mercuri) mentre que el programa Surveyor és responsable de la realització d'investigacions científiques de la Lluna després d'un aterratge suau al terreny.

### La Lluna: un satèl·lit desconegut
En el moment que les primeres sondes foren llançades cap a la Lluna, el satèl·lit natural de la Terra, tot i ser el cos celeste més a prop, hi havia pocs coneixements en el tema. L'origen dels cràters - cràter d'impacte o cràter volcànic - que van esquitxar a la seva superfície no és unànime: alguns encara rebutgen la idea que van ser creats per l'impacte de meteorits, un teoria elaborada fa uns anys. El mode de formació de les mars lunars també és objecte de controvèrsia. La comunitat científica és gairebé unànime sobre el fet que estan constituïts per la lava però no hi ha acord sobre el seu origen: el volcanisme o l'impacte d'un meteorit. Hi ha altres explicacions, com la proposada per l'astrònom Thomas Gold que es distribueix àmpliament en els mitjans de comunicació en contra de la comunitat científica: per Gold les mars es formen per l'acumulació de les restes produïdes per l'erosió dels cràters i les parts més altes de la superfície lunar produint pols, apossentada més tard, que avui en dia engoleixen les sondes i naus que arriben a la superfície lunar. Alguns investigadors, com el guanyador del Premi Nobel de Química Harold Clayton Urey, creuen que a diferència de la Terra, la Lluna no és un planeta diferenciat i es compon de material present primitiu en la formació del sistema solar (teoria de la Lluna freda). El sòl lunar també va intrigar els científics, ja que les observacions fetes des de la Terra amb instruments en bandes que van des de raigs X a onees de ràdio indiquen una alta porositat del material de la superfície que es va anomenar més endavant « regolita ». Finalment es van realitzar imatges de la cara oculta de la Lluna per la sonda espacial soviètica Luna 3.

## Història

### Inici del programa
A la primavera de 1960 el desenvolupament del programa Surveyor va ser oficialment llançat i confiat per la JPL de la NASA situada a Pasadena, Califòrnia.

#### Jet Propulsion Laboratory
La Jet Propulsion Laboratory (JPL) és un laboratori creat i administrat per la California Institute of Technology (CalTech). Després de l'establiment de l'Exèrcit de Terra americana de 1943 a 1958, va passar a formar part dels centres que estaven sota la direcció de la NASA quan es va crear en el 1958. La JPL va obtenir la seva experiència espacial durant el desenvolupament de les JATO després de la Segona Guerra Mundial en el disseny en la dècada de 1950 dels míssils tàctics Sergeant i Corporal. La JPL va proposar en el 1955 per crear el primer llançador americà en associació amb l'Agència de míssils balístics de l'Exèrcit de terra americà de Huntsville (Alabama) dirigit per Werner von Braun però en detriment del programa Vanguard proposat pel laboratori de la Marina americana. No obstant això, va proporcionar el primer satèl·lit artificial del país, Explorer 1. La JPL, va entrar en el domini competitiu de la NASA en l'exploració del sistema solar, amb programes espacials importants com el Ranger i Mariner. El seu estatus especial donava un alt grau d'autonomia vis-a-vis de l'agència espacial executiva. En les primeres discussions en el 1959 pels programes futurs, els líders de la JPL van tractar de qüestionar l'orientació prioritària de la NASA al programa de l'exploració de la Lluna. Orgullosos dels seus èxits, el personal de la JPL i els seus dirigents van conservar el mode de treball dels projectes anteriors que es basen sobretot en estructures lleugeres i els recursos limitats a la subcontractació.

#### Objectius

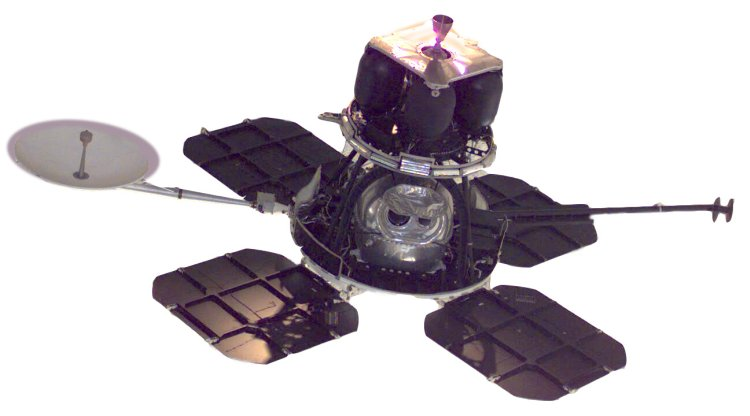
Les sondes Lunar Orbiter van ser desenvolupades en el pla d'un programa per separat després de la divisió del programa Surveyor original.

El programa Surveyor va ser pensat inicialment per desenvolupar dos naus espacials: un orbitador que havia d'estudiar la Lluna des de l'òrbita lunar i un mòdul de descens que ha d'aterrar suaument a la Lluna per a un estudi in situ. Aquesta configuració s'han adoptat per al programa Viking. S'esperava que les dues sondes espacials tinguin instruments comuns. Segons els plans inicials de la JPL, hi havia set mòduls de descens destinats a validar la tècnica d'aterratge sent les primeres que es van posar en marxa 
abans dels tretze mòduls « científics » carregats amb 160 kg d'instruments incloent tres càmeres, sismòmetres, espectròmetres, un laboratori per analitzar les mostres. A petició de l'administració de la NASA, la JPL va acceptar reticentment a renunciar a desenvolupar millor l'interior de les sondes i llançar una licitació per externalitzar el disseny detallat, la fabricació i les proves dels mòduls de descens. Es va consultar amb quatre constractistes per poder posar en marxa el juliol de 1960; la proposició del constractista Hughes Aircraft es va presentar el gener de 1961. Segons les especificacions establertes per la JPL, la futura sonda havia de sospesar 1125 kg després de la separació del seu llançador i 320 kg per a l'aterratge sobre la Lluna. Hauria de contenir 114 kg d'instruments científics i també havia d'ajudar a validar un aterratge suau a la superfície lunar. S'esperava que la sonda funcionés com a mínim durant el període de llum d'un dia lunar. El primer vol està planificat pel 1964. Tenint en compte la seva massa, la sonda hauria de ser llançada per un coet Atlas que comprendria d'una segona etapa Centaur en curs de desenvolupament que resultava ser l'única que permetria llançar l'aparell cap a la Lluna amb la massa especificada. L'etapa Centaur inaugura la utilització de l'hidrogen que havia de permetre el triple de rendiment de l'Atlas-Agena utilitzat fins ara per a les missions interplanetàries. En el 1961, els objectius del programa Surveyor van ser modificats per incloure les operacions de reconeixement necessaris al programa Apollo. Les sondes Surveyor havien de permetre validar la tècnica d'aterratge suau a la Lluna i l'arquitectura del tren d'aterratge que s'aplicaria en el futur mòdul lunar Apollo. De fet, calia comprovar que els supòsits de la resistència del terreny són prou consistents per a les previsions del programa Apollo: indicant en el 1962 al contractista del mòdul lunar que el sòl lunar seroa capaç de suportar una càrrega de 8,4 N/cm² amb un rebaix limitat a 15 cm. En el 1964 la NASA va refinar aquestes limitacions mitjançant l'adopció de la suposició que la pressió estàtica de 0,7 N/m² exercida sobre el sòl lunar no hauria de conduir a una pressió de més de 10 cm i que una càrrega dinàmica de 8,4 N/cm² no donaria lloc a una pressió major à 30 cm. En el 1962, la JPL va unir-se als fracassos d'algunes sondes Ranger i es van plantejar qüestions de millora pel disseny del mòdul de descens Surveyor. Els dirigents de la NASA van decidir desenvolupar l'orbitador en el marc d'un programa separat: el programa Lunar Orbiter va ser confiat al Centre de recerca de Langley. La construcció de l'orbitador dona lloc a una proposta que va ser aprovada en el 1963 per Boeing.

### Dificultats tècniques
El mòdul de descens Surveyor va ser més complex de desenvolupar que les sondes espacials que el que van precedir. Diversos components eren completament nous per permetre un aterratge suau i malgrat l'ús del tram Centaur, els enginyers van haver de reduir en gran part la sonda per mantenir-se per sota de la massa màxima autoritzada. El retrocoet s'encarregava d'anul·lar la gran velocitat de la sonda en aproximar-se a la Lluna però no era una novetat, ja que va existir un dispositiu similar que va ser desenvolupat prèviament per les sondes Ranger però en aquella època el propulsor de propergol sòlid tenia més rendiment, mentre que era molt compacte i no perllongava el carenat del llançador i el seu pes. Els tres motors verniers responsables de la fase final de l'aterratge també van ser desenvolupats específicament pel Surveyor. Es caracteritzen per un empenyiment modulable i fins i tot orientables en cadascun d'ells, que proporcionaven motors complexos malgrat la seva modesta potència. La part més original de la sonda va ser el sistema de radar Doppler encarregat de controlar el descens proporcionant l'altitud i les velocitats horitzontal i vertical mentre que l'ordinador que controla el moviment dels nous motors verniers per permetre a la sonda d'aterrar suaument. El tren d'aterratge s'havia de desenvolupar sense dades precises sobre la consistència del sòl lunar i els obstacles presents a la superfície. La sonda va heretar els contres de les tècniques desenvolupades per les sondes Mariner i Ranger desenvolupades a la mateixa època, com l'l'estabilització de 3 eixos, el visor estel·lar i l'estructura tubolar.

### Problemes en el desenvolupament del tram Centaur

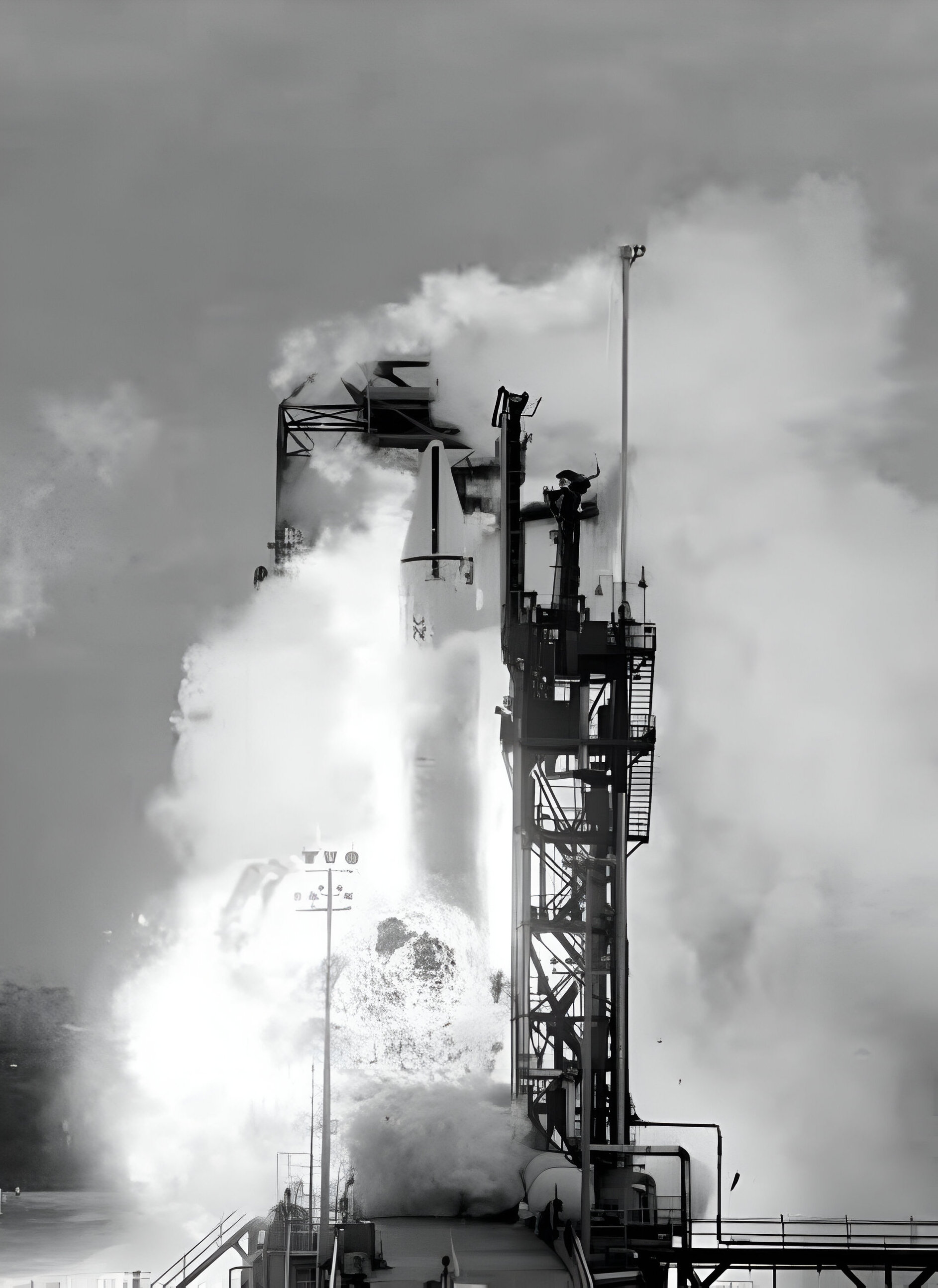
L'explosió en l'enlairament del coet Atlas-Centaur en el 1965 (vol AC-5) en la zona de llançament.

Totes les sondes interplanetàries americanes contemporànies (Mariner, Lunar Orbiter, Ranger) tenien menys massa del voltant de 350 kg que permetia ser llançats pels coets americans existents. L'èxit del programa Surveyor està lligat a la finalització de l'etapa de desenvolupament Centaur que per si sol permet a tots els Atlas-Centaur de propulsar la sonda de més d'una tona fins a la seva destinació lunar. El Centaur es va implementar per primera vegada amb la barreja d'ergols d'hidrogen - oxigen, molt potent però també molt difícil de dominar. Aquest projecte, que va començar en el 1958, va acumular diversos retards: el primer exemplar de proves va tenir lloc el maig de 1962 però va ser un fracàs. El cas es considera prou greu com per provocar una investigació del Congrés dels Estats Units. Tenint en compte els resultats assolits fins al moment, el bon rendiment de l'etapa Centaur va ser degut de les importants conseqüències de la sonda Surveyor: la massa màxima de va passar de 1125 kg a 975,2 kg reduint mecànicament la massa de la càrrega útil a 28,6 kg a diferència dels 114 kg de bon principi. En el gener de 1963, després de nombrosos debats entre diferents faccions internes, la NASA va decidir renunciar als Surveyor "científics": la sonda va passar a ser tan sols un dispositiu de reconeixement tecnològic al servei del programa Apollo. Entre 1963 i 1965, es van produir diversos intents de restablir una instrumentació científica; fins i tot es considerava que la sonda transportés un petit astromòbil de 45 kg capaç de viatjar 1,6 km i encarregat de dur a terme un estudi sistemàtic del camp amb un penetròmetre i una càmera. Però tots aquests intents - amb 101 modificacions consecutives en la configuració - no van ser aprovades.
Per assegurar una gestió més eficient del projecte Centaur, la supervisió del desenvolupament va ser confiat a finals 1962 al Centre espacial Lewis. El projecte va passar en prioritat nacional en el desembre de 1962, el que va garantir una millor qualitat de servei de la part dels seus subcontractistes. Per limitar els riscos, el responsable del Centre espacial Lewis, Abe Silverstein, va eliminar la possibilitat d'activar el motor de la primera versió del tram, que representava d'una tècnica molt complexa per a la utilització de l'hidrogen. L'equip encarregat del desenvolupament de la sonda Surveyor es va oposar fermament en va a aquesta decisió. Aquesta restricció va implicar que els llançaments realitzats durant l'any no podien ser recalibrats en òrbita i era probable que fossin conduïts a l'aterratge a la Lluna durant el període nocturn, una operació que podia afectar el funcionament de la sonda. Les proves extensives i la implicació dels participants en el projecte van resoldre molts problemes tècnics que no s'havien detectat fins llavors. Després del llançament amb èxit el 27 de novembre de 1963 del vol Atlas-Centaure 2 (AC-2), els fracassos es van acumular, ja sigui perquè el primer tram Atlas (AC-3 el 30 de juny de 1964, AC-5 el 2 de març de 1965) o del tram Centaur (AC-4 l'11 de desembre de 1964, AC-8 el 7 d'abril de 1966). Els enginyers de la NASA van descobrir en les proves en terra, que en la ingravidesa, l'hidrogen líquid se solidificava a les parets del contenidor i en els respiradors, reaccionant malament, alliberant el gas resultant de l'evaporació gradual de l'hidrogen i l'hidrogen líquid creant una força que produïa el moviment incontrolat del coet. Es va trobar una solució, però per segona vegada el projecte va atreure la ira de les autoritats del Congrés i de la premsa nord-americana.

### Problemes de direcció de la JPL
Des de l'inici del programa Surveyor, la JPL va patir molts problemes donada la seva complexitat que no va ser valorada pels administradors. També hi havia un cert desafecte personal per aquest projecte, principalment per una empresa externa, contràriament al centre espacial. Els canvis més importants durant el desenvolupament de les especificacions i els problemes recurrents del llançador eventualment van comportar en problemes pel programa. La situació va ser especialment greu en el 1964. Davant dels problemes trobats pels fabricants dels motors de vernier, la JPL va decidir, a contractar, per poder avançar en el projecte, a un altre fabricant. Quan es va designar un nou proveïdor, el contractista principal se les va arreglar per canviar les coses. El desenvolupament del sistema de mesurament de la velocitat Doppler i el radar altímetre van presentar problemes tècnics significatius. En efecte, es van controlar acuradament totes les operacions de la fase d'aterratge com mai abans s'havia realitzat; aquest tipus de sistema, que permet a un helicòpter en aterrar a cegues tampoc no és un camp on s'hagi avançat gaire 20 anys després. Les proves amb sondes idèntiques en mida de la sonda real adaptada a la gravetat terrestre, va requerir un sistema d'aterratge ambr resultat uniforme per evitar la destrucció de l'equip.
Aquests problemes es van combinar amb els repetits fracassos de les naus espacials del programa Ranger també gestionat per la JPL. Els administradors de la NASA van demanar repetidament al responsable de la JPL, William Pickering, de reformar la seva organització i tenir millor en compte les alertes informades per l'equip. El programa és llavors considerat com un treball clau pel programa Apollo perquè les dades que els sensors van acumular a la superfície lunar van conduir a canvis en el disseny del mòdul lunar que va situar els astronautes sobre la Lluna. La NASA va tenir en compte la substitució de Pickering i l'eliminació dels pagaments a Caltech, en la qual l'agència espacial havia tractat en complir amb les seves responsabilitats. L'enfortiment de l'equip del projecte i la posada en pràctica de nous procediments que van permetre reduir progressivament els problemes.

### Llançament de la primera sonda

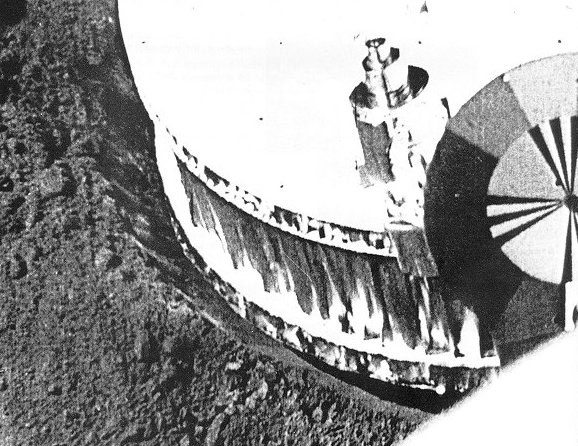
L'enfonsament moderat del tren d'aterratge de la Surveyor 1 en el sòl lunar va proporcionar una resposta tranquil·litzadora per al programa Apollo (foto presa el 2 de juny de 1966).

El 3 de febrer de 1966, els soviètics van ser capaç de col·locar suaument la sonda Luna 9 sobre el sòl lunar. Va fer la primera fotografia panoràmica del lloc d'aterratge a través d'un mirall que girava lentament al voltant de la càmera. Després de tres dies, la sonda va esgotar la seva bateria. El motor era molt més rudimentari que la sonda Surveyor però l'astronàutica soviètica ha tornat a tenir èxit abans de la seva contrapart americana. Quatre mesos més tard, el 30 de maig de 1966, l'Atlas-Centaur AC-10 es va enlairar de la plataforma de llançament 36B de Cap Canaveral transportant el Surveyor 1, la primera sonda operacional amb una massa de 995 kg. Aquesta missió era principalment la de validar els dispositius més complexos de la sonda, incloent la capacitat de fer correccions de trajectòria a mig camí entre la Terra i la Lluna, mantenir la comunicació durant el vol i des de la superfície lunar, fer un aterratge controlat i provar el tram Centaur pel llançament de missions interplanetàries. Els objectius secundaris eren realitzar telemesures relatives al funcionament dels diferents subsistemes de la sonda. Els objectius menys importants eren l'obtenció d'imatges dels peus del tren d'aterratge i el sòl circumdant després de l'arribada a la superfície lunar, la mesura de la reflectivitat per radar de la superfície de la Lluna, de la resistència mecànica del sòl i de les temperatures.
La NASA dubtava de l'èxit de la missió Surveyor 1 per les nombroses modificacions en darrers moments efectuats a la sonda. A més de les primeres quatre sondes, anomenades « Block I », transportant equip científic reduït a una càmera i de sensors responsables de mesurar les forces que s'exercien en l'aterratge; pels responsables del programa aquestes sondes són especials per permetre el desenvolupament en curs de la missió. Contra tota probabilitat que el llançador de la Surveyor 
tingués lloc en algun tipus d'anomalia. La sonda va aterrar el 2 de juny a l’Oceanus Procellarum (« Oceà de la Tempesta ») després de rebotar en pocs centímetres. Una foto de la pressió en terra lunar immediatament després va ser transmès a la Terra per revelar que la sonda no ha estat enfonsada per la regolita com ho havien comentat els més pessimistes. Aquest èxit inesperat planteja un important interès públic en els Estats Units sense xovinisme. Es van realitzar moltes fotografies per la càmera de bord durant els dies següents abans d'una interrupció temporal de 2 dies per limitar l'escalfament de l'electrònica quan el Sol s'elevés per sobre de la sonda (7 de juny). Les operacions fotogràfiques es van reprendre a partir de llavors i el 14 de juny al final del període de llum del primer dia lunar, es van realitzar i transmetre un total de 10.338. La sonda es va posar en hibernació durant la llarga nit lunar. Quan el sol va reaparèixer el 28 de juny, la sonda es va negar a respondre a les instruccions enviades des de la Terra. El 7 de juliol, va ser reactivada i a partir de llavors es van prendre molts centenars de fotografies. Al final del segon dia lunar, la JPL va posar fi a la missió. La sonda va continuar responent als senyals enviats fins al vuitè dia lunar, transmetent les dades fins al 7 de gener de 1967.

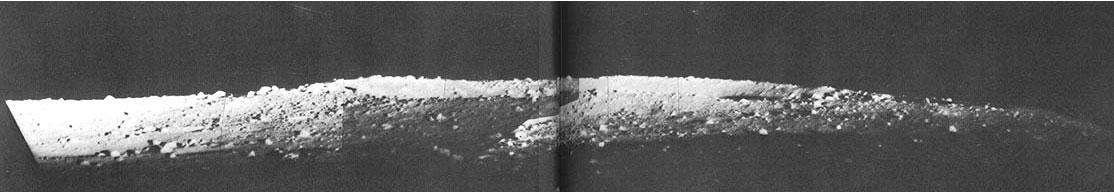
Cràter fotografiat per la Surveyor 1.

### Missions Surveyor
Sis missions van continuar després de la Surveyor 1 entre 1966 i 1968, amb quatre amb èxit. El 20 de setembre de 1966, l'Atlas-Centaur AC-7 que transportava la sonda Surveyor 2 va efectuar un vol perfecte, però un dels motors vernier de la sonda va deixar de funcionar durant unes correccions de la trajectòria a mig camí malgrat diverses maniobres controlades des de la Terra. La sonda incontrolable es va estavellar a la Lluna. La sonda següent no es va llançar fins 6 mesos més tard per permetre el desenvolupament d'una etapa Centaur que podia fer reignicions en òrbita: aquesta versió va permetre d'expandir la finestra de llançament i de disposar d'una gamma més àmplia de zones d'aterratge. La missió Surveyor 3 va ser llançada el 17 d'abril de 1967, després de la fase de trànsit a la Lluna i aterrar sense incidents, va ser un èxit de manera poc convencional: els motors verniers no es van aturar com s'esperava perquè el radar ja no rebia reflexos del sòl lunar. Els motors verniers van respondre sempre que la sonda intentava mantenir-se verticalment. La sonda va rebotar tres vegades a la superfície lunar, la primera va ser de 10 metres d'altura, abans que l'equip a la Terra enviés una ordre d'apagada dels motors. L'explicació més probable és que el radar d'aterratge va ser atret per la vora d'un cràter en el qual la sonda va aterrar. Encara que el grup de sondes Block I, el Surveyor 3 va transportar una petita pala, en principi, només estava disponible per a la propera versió, però amb un nombre de sensors més limitat; va proporcionar informació addicional sobre l'estructura del sòl lunar. La sonda Surveyor 4 va ser llançada el 14 de juliol de 1967, però el contacte amb la nau es va perdre dos minuts i mig abans d'aterrar poc després d'utilitzar els retrocoets. La Surveyor 5, va ser llançada el 3 de setembre de 1967, va fregar el fracàs: una vàlvula defectuosa va deixar anar l'heli que permet pressuritzar el carburant dels motors verniers. El pla de vol va ser modificat ràpidament per limitar l'ús dels motors verniers però el retrocoet es va encendre deliberadament a una alçada molt més baixa del que s'esperava. Quan els motors vernier van fer-se càrrec de l'empenyument, la sonda es trobava a une altitud de 1300 metres (en lloc de 10 km) però la velocitat es va reduir a 30 m/s (en lloc de 150 m/s). La sonda es va col·locar sense problemes en el Mar de la Tranquil·litat en el pendent de 20° d'un petit cràter a 30 km del seu objectiu. La Surveyor 5 va ser la primera sonda de la versió Block II més ben equipada amb instruments científics; va transportar un analitzador de raigs alpha que va ser utilitzat amb èxit per identificar els principals elements químics presents al sòl circumdant. En el transcurs de la missió, els motors verniers es van engegar durant mig segon per provar com estava d'erosionada la superfície per l'explosió del motor i per deduir algunes de les seves característiques mecàniques.
La sonda Surveyor 6 va ser llançada el 7 de novembre de 1967 i va aterrar fora de perill a la plana de Sinus Medii; aquest lloc va ser escollit successivament per les sondes Surveyor 2 i Surveyor 4 que van fracassar, i van servir com a lloc d'aterratge alternatiu per a la primera missió Apollo. Com en el Surveyor 5, es va realitzar una prova dels motors verniers però aquesta vegada l'empenyiment va ser més llarg (2,5 segons) i lateralment: pel breu impuls del motors la sonda es va elevar 3,5 metres mentre es va desplaçar 2,5 metres. Les fotografies preses abans i després van permetre de constatar que les mostres d'erosió del sòl. Una nova anàlisi de la composició del sòl per l'analitzador de raigs alfa va produir resultats comparables als proporcionats per la Surveyor 5. Al final de la missió Surveyor 6, tots els objectius assignats al programa van ser complerts. Els responsables del programa van decidir que tenien l'oportunitat de respondre a les expectatives dels científics. La Surveyor 7 va ser llançada el 7 de gener de 1968 i es va col·locar soobre el cràter Tycho en una zona coberta de roques expulsades per l'impacte originat per un cràter, però no era propici per a un aterratge amb èxit. Tycho és un cràter relativament recent que va ser seleccionat pels geòlegs perquè sembla presentar una formació geològica prou diferent dels mars que havien explorat fins ara el programa Surveyor. Malgrat la naturalesa caòtica de la zona d'aterratge, la sonda va realitzar un aterratge perfecte a 2,5 km del punt referit. La sonda transportava una pala i un analitzador de raigs alpha. La sonda fou posicionada a una altura massa alta i per rebaixar-la, els operadors de la Terra van utilitzar la pala. El sòl era més tou que els llocs anteriors i la seva estructura podia variar amb una proporció significativament menor de ferro (2% en lloc de 5%).
| Sonda      | Data Llançament        | Massa (kg) total/aterratge | Lloc Aterratge           | Principals instruments                   | Resultat |
| ---------- | ---------------------- | -------------------------- | ------------------------ | ---------------------------------------- | -------- |
| Surveyor 1 | 30 de maig de 1966     | 995,2 / 294                | Oceà de les Tempestes    | Càmera                                   | Reeixit  |
| Surveyor 2 | 20 de setembre de 1966 | - /292                     | -                        | Càmera                                   | Fracàs   |
| Surveyor 3 | 17 d'abril de 1967     | 1026/296                   | Mar del Coneixement      | Càmera, pala                             | Reeixit  |
| Surveyor 4 | 14 de juliol de 1967   | 1038/283                   | -                        | Càmera, pala                             | Fracàs   |
| Surveyor 5 | 8 de setembre de 1967  | 1006/303                   | Mar de la Tranquil·litat | Càmera, analitzador de raigs alpha       | Reeixit  |
| Surveyor 6 | 7 de novembre de 1967  | 1006/300                   | Sinus Medii              | Càmera, analitzador de raigs alpha       | Reeixit  |
| Surveyor 7 | 7 de gener de 1968     | 1039/306                   | Cràter Tycho             | Càmera, pala, analitzador de raigs alpha | Reeixit  |

### Fi del programa

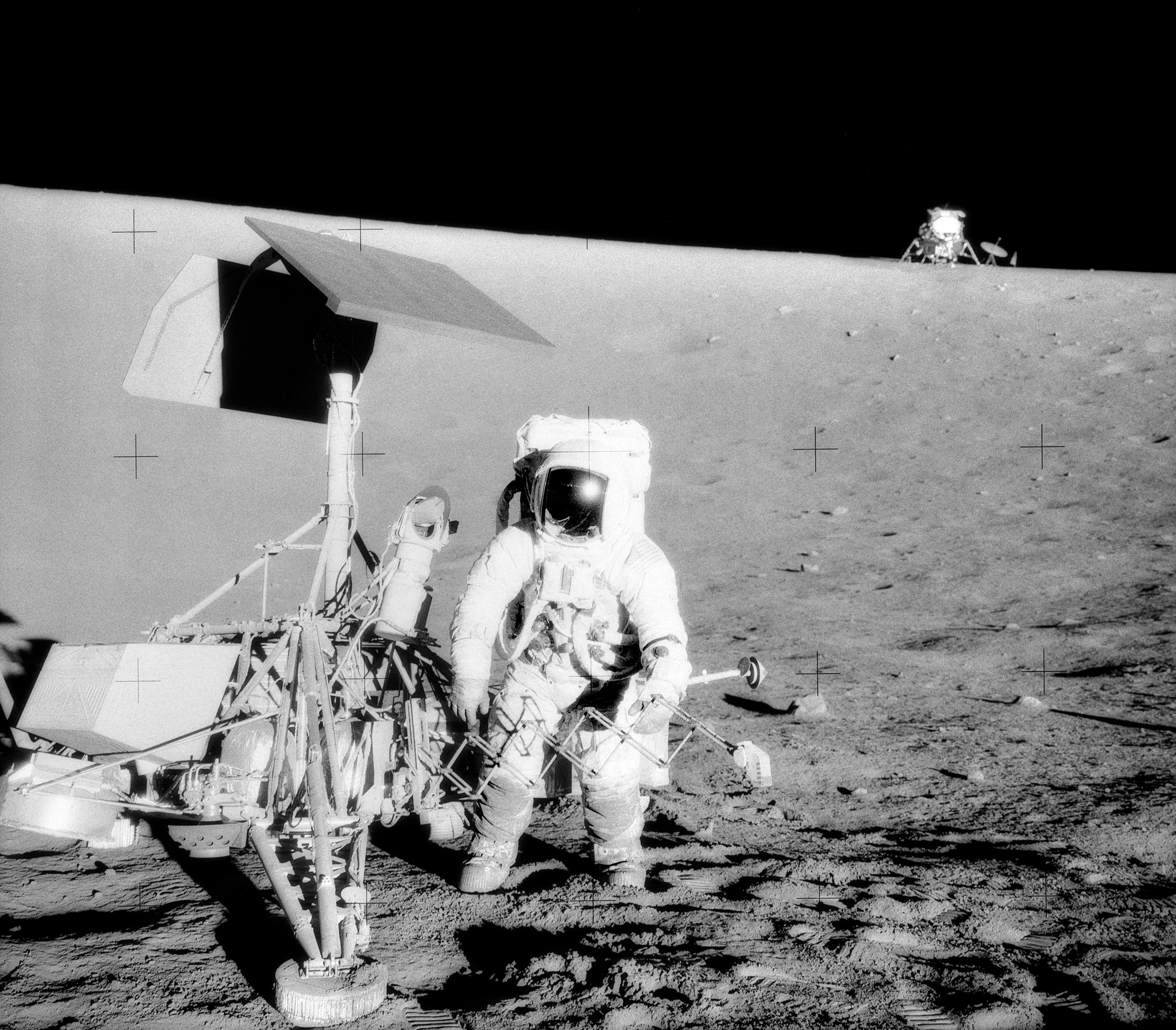
El mòdul lunar (Apollo 12) va aterrar en el 1969, molt a prop de la Surveyor 3 perquè el seu equip sigui estudiat pels efectes de les condicions lunars a la sonda.

En el 1965, els responsables del programa Surveyor va tenir en compte el retorn dels instruments científics de la cinquena missió que havien estat eliminats a causa dels problemes trobats durant el desenvolupament del tram Centaur. Posteriorment, es va preveure que la massa de la sonda era de 1100 kg i que podia transportar 52 kg d'instruments científics incloent tres càmeres, un trepant, un sismòmetre, i un detector de micrometeorits. Poc després que el nombre de missions previstes va passar de 7 a 10: la primera sonda científica va ser la vuitena. A finals de 1966, les restriccions pressupostàries van conduir en última instància a l'eliminació de les últimes tres missions, posant fi a les esperances d'un component científic del programa. En el novembre de 1969, l'equip de l'Apollo 12 va aconseguir col·locar el seu LEM no gaire lluny de la Surveyor 3: la càmera i la pala de la sonda es van desmuntar i retornar a la Terra per la tripulació per investigar l'efecte de l'exposició prolongada al buit de l'espai. La càmera és avui en dia exposada al National Air and Space Museum de Washington. Per acabar, els diners gastats per desenvolupar les sondes Surveyor van ascendir en 469 milions de dòlars americans, que és quatre vegades l'estimació inicial i una quantitat més gran que el cost acumulat dels programes de les dues sondes espacials de la mateixa època com el Ranger (260 milions) i el Lunar Orbiter (200 milions). Si això pot semblar un excés significatiu, en realitat no està molt lluny del que es va constatar en els 15 programes espacials nord-americans de l'època: el seu cost mitjà es va multiplicar per 3,5 en comparació amb l'estimació inicial.

## Característiques tècniques

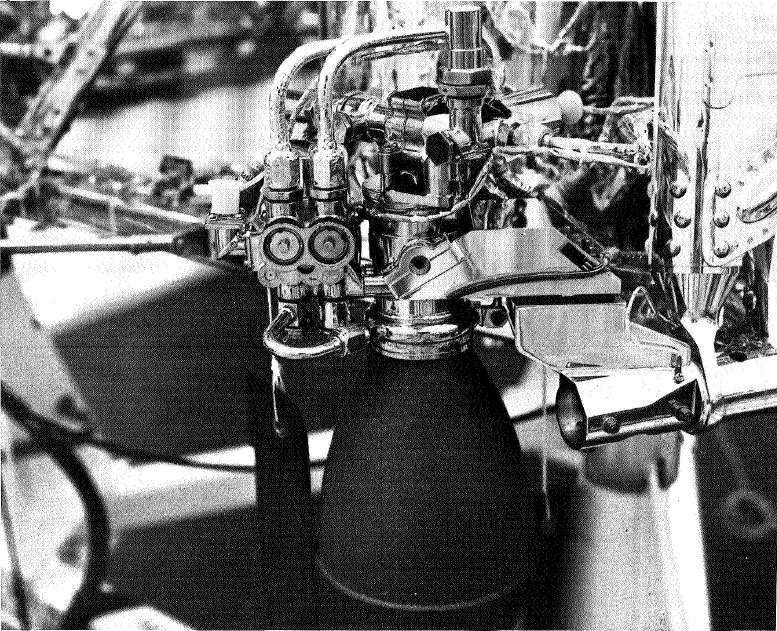
Un dels motors verniers d'una sonda Surveyor.

### Estructura
L'estructura central de la sonda Surveyor consisteix en un entramat obert de tubS d'alumini en forma de piràmide truncada en el qual estan muntats els diversos subsistemes i la càrrega útil (vegeu Esquema 1 i Esquema 2 més avall). Tenien una aparença aràcnida i l'absència d'una capa exterior que posa l'accent en la desaparició de les limitacions aerodinàmiques en un buit, va distingir les sondes americanes que les van precedir. El tren d'aterratge constava de 3 cames muntades sobre una frontissa i estava fixada a les cantonades de la piràmide: aquests amortidors comprenen en la seva part superior i acaben en planta dels peus de forma gran cilíndric de 13 cm d'alt i de 20 cm de diàmetre a la base. També estan dissenyats per deformar-se si la velocitat vertical és alta a l'arribada. Els altres absorbidors de xoc eren de 20 cm d'alt, realitzats igual que l'anterior amb el tipus d'estructura de niu d'abelles en alumini, estan muntades a l'armadura principal. Quan el tren d'aterratge es deforma en contacte amb el sòl mitjançant la reducció de l'estructura central de la sonda, aquests blocs neutralitzen l'energia residual. La distància entre eixos és 4,3 metres per una alçada total de 3 metres. Els diversos serveis es troben dispersos per aquesta estructura oberta que reflecteix l'organització altament descentralitzada del projecte per part del fabricant de la sonda, Hughes Aircraft. Aquesta disposició és contrària als principis moderns d'agrupació de subsistemes, no contribuir a optimitzar el pes del vehicle, però permet evolucionar molt fàcilment al pas de les missions.

| 1. Tren d'aterratge únic 2. Mira 3. Tanc de carburant 4. Càmera 5. Tanc de pressurització dels motors de control d'altitud 6. Cas C 7. Analitzador de partícules alfa 8. Tanc de pressurització dels motors verniers |  | 9. Motor vernier 10. Antena omnidireccional 11. Mira 12. Tanc dels retrocoets 13. Motor de control d'altitud 14. Sensors d'eix 15. Acceleròmetre 16. Tanc de combustible 17. Convertidor de senyal |  | 18. Captador solar 19. Visor d'estrelles 20. Grup de sensors 21. Cas B 22. Antena radar de velocitat 23. Transformador 24. Antena radar de velocitat i altitud 25. Cas A 26. Reflector solar |

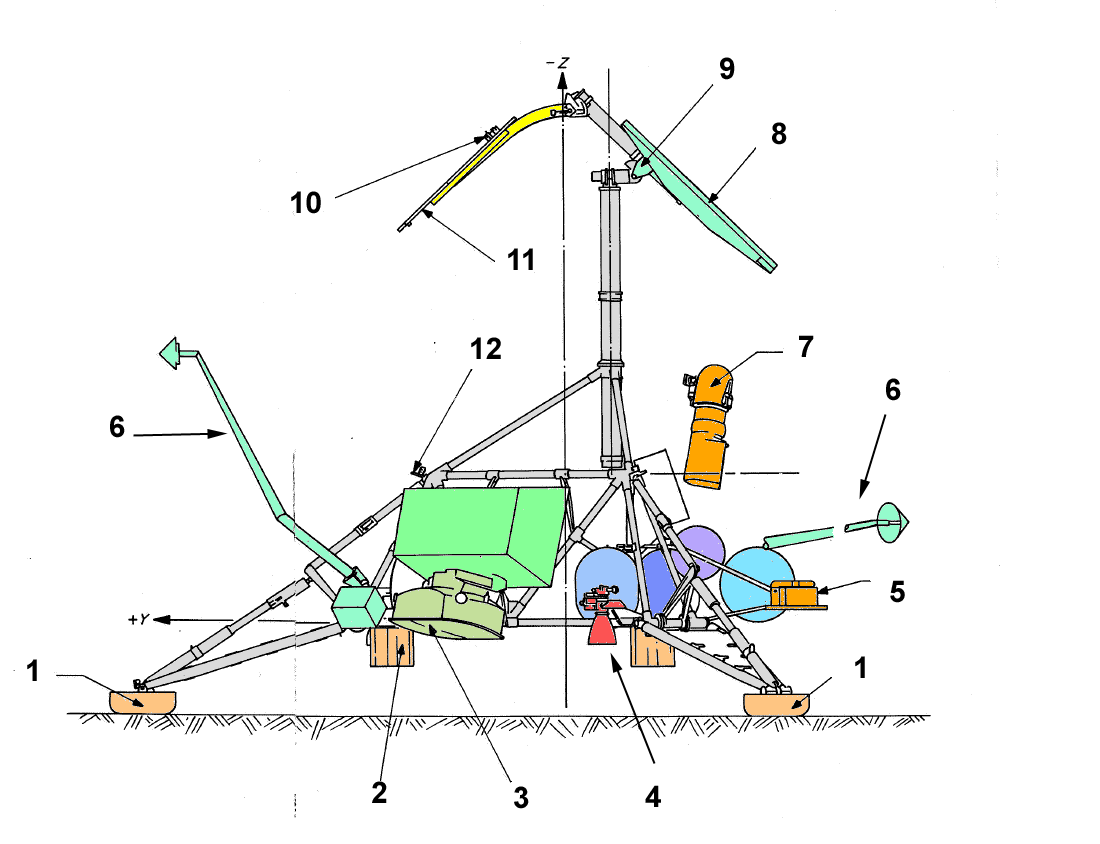
Esquema 2. Configuració d'aterratge d'una sonda Surveyor.

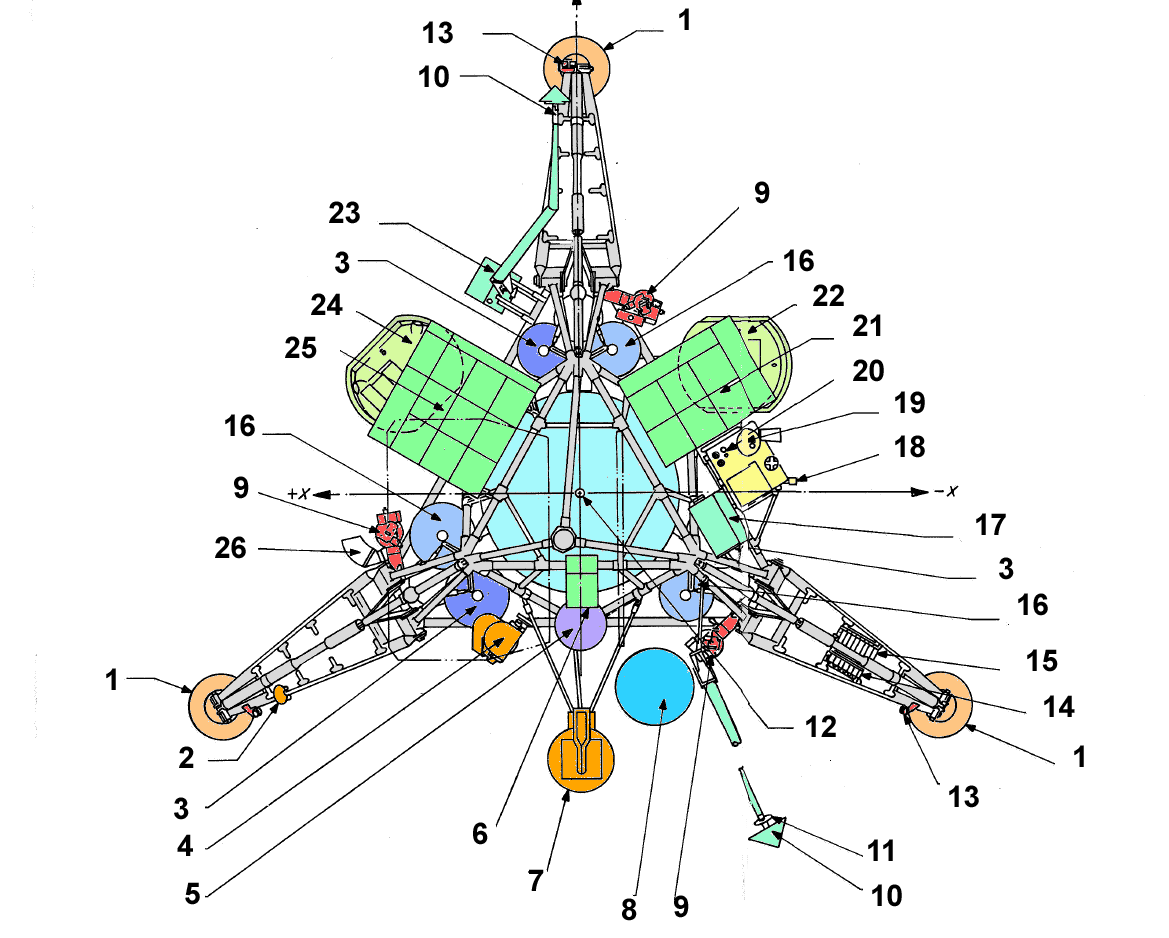
Esquema 1. Vista superior d'una sonda Surveyor.

| 1. Tren d'aterratge únic 2. Bloc aplastable 3. Antena radar de velocitat i altitud 4. Motor vernier 5. Analitzador de partícules alfa 6. Antena omnidireccional |  | 7. Càmera 8. Antena d'alt guany 9. Sistema d'orientació de l'antena i del panell solar 10. Captador del panell solar 11. Panell solar 12. Sistema de d'alliberament del tren d'aterratge |

### Propulsió
| 1. Bloc de propergol sòlid 2. Suport motor 3. Espat (amb aïllament) 4. Punt d'unió de radar AMR 5. Sensor tèrmic 6. Recobriment aïllant |  | 7. Tanc (94 cm de diàmetre) 8. Sistema d'ignició 9. Sistema d'armament 10. Aïllament reforçat 11. Gola de la tovera. |

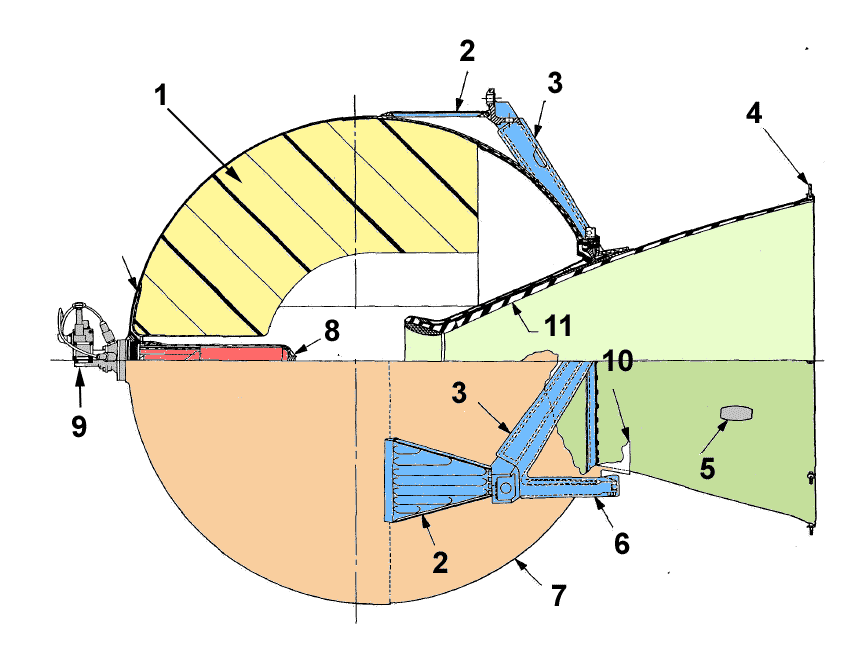
Esquema 3. Retrocoet d'una sonda Surveyor

La sonda disposa de tres conjunts de propulsors: un retrocoet que s'utilitza per reduir substancialment la totalitat de la velocitat en l'aproximació a la Lluna, tres motors verniers amb la funció principal és aturar la sonda durant el descens de la superfície lunar i finalment, els tres parells de petits propulsors a gas fred responsables de mantenir l'orientació de la sonda.
Els retrocoets, es van encarregar de reduir la velocitat de la sonda de 2750 m/s fins als 159 m/s en aproximar-se a la Luna, és un propulsor de propergol sòlid Thiokol TE-364 d'una potència de 40 kN (4 tones). El motor està constituït d'un tanc d'acer esfèric de 94 cm de diàmetre que conté el propulsor de la qual emergeix d'una llarg tobera
a la part inferior del tanc (vegeu Esquema 3). El motor a una impuls específic de 275 a 280 segons.
Els tres motors verniers, poden modular la potència entre 140 i 470 N, cremant la metilhidrazina i del peròxid de nitrogen que s'inflamen espontàniament en entrar en contacte (hipergòlic). Combustible i l'oxidant s'envien a les toberes d'heli sota pressió. La sonda s'enviava amb 81 kg de carburant repartits en 6 tancs esfèrics (dos per motor) que es mantenen a una temperatura acceptable per una combinació d'aïllament tèrmic i resistència calefactora. La potència d'un d'aquests tres propulsors també és ajustable en 6° de part i el costat del seu eix amb un grau de llibertat que li permet fer un guerxament. Aquests motors són responsables d'efectuar les correccions de trajectòria, de mantenir l'orientació de la sonda durant el funcionament del retrocoet i de frenar la sonda durant l'última fase d'aterratge.

### Radars
Per aconseguir un aterratge suau a la superfície lunar, la sonda disposa de dos radars. El primer anomenat AMR (altitude marking radar) que està instal·lat a la sortida de la tobera, del retrocoet i a un ús molt puntual: ha de mesurar la distància a la Lluna i inicialitzar la seqüència d'ignició del retrocoet en arribar al valor programat. El segon radar anomenat RADVS (radar altitude Doppler velocity sensing) es fa càrrec després de la primera extinció del retrocoet i de proporcionar dades a l'ordinador de bord durant la fase de descens i l'aterratge. Es disposa de dues antenes que permeten calcular una part la distància al sol i d'altra banda la velocitat vertical i horitzontal de la sonda pel que fa a aquest últim per l'efecte Doppler.

### Telecomunicacions i energia
La sonda està dotada per un pal situat al mig asimètricament entre les dues de les cantonades de l'estructura de piràmide. A la part superior hi ha l'antena de telecomunicacions d'alt guany (flux alt al voltant de 27 db) de forma plana i un panell solar. Els tres motors elèctrics permeten d'ajustar l'orientació perquè aquests dos dispositius siguin, respectivament, dirigits cap a la Terra i el Sol. L'orientació del panell solar cap al Sol és controlat des de la Terra a causa del moviment relativament lent del Sol al cel una vegada que la sonda fos col·locada a la superfície lunar (0,5° per hora). D'altra banda, la sonda disposa d'antenes omnidireccionals de baix guany, també muntat en un petit pal articulat. Les transmissions, que utilitzen la banda S, es poden realitzar a una baixa potència (100 mW) o en alta potència (10 W). El panell solar amb una superfície de 0,855 m² va estar en la posició plegada al llarg del pal durant el llançament. Va proporcionar 90 W que s'emmagatzemaven en una bateria plata-zinc d'una capacitat de 176 A-h. Es subministra una tensió directa de 22 V. Una bateria auxiliar de 45 A-h fou instal·lada en els models 1 al 4 per permetre a la sonda ser operativa immediatament després de l'aterratge. Els dissenyadors de la sonda van optar per reduir al mínim la tasca de l'ordinador incorporat: les diferents operacions es controlaven a distància des de la Terra a través d'un llenguatge que consisteix en 256 tipus d'instrucció. Els valors d'un centenar de paràmetres són transmeses periòdicament per la sonda de control en terra.

### Control d'orientació i tèrmic
La sonda estava estabilitzada en 3 eixos: el control de l'orientació de la sonda utilitzava dos sensors solars (un captador menys precís per a la primera ubicació i un extrem del sensor), un visor d'estrelles desenvolupat en el marc del programa Mariner que es manté apuntant cap a l'estrella Canopus i els giroscopis. Les correccions d'orientació són efectuades utilitzant tres parells de petits propulsors a gas fred instal·lats per sobre de les brides del tren d'aterratge que expulsen el nitrogen emmagatzemat en un dipòsit amb una capacitat esfèrica de 2 kg. El control tèrmic és en ambdues capes amb aïllant passiu i les pintures reflectores són actives. Consta de dues caixes de l'electrònica - telecomunicacions, ordinador de bord, transformador elèctric - també estan aïllades tèrmicament amb una doble paret en la qual s'insereix un aïllant que consisteix en 75 fulls de PET sobre un suport d'alumini. El control tèrmic actiu mantingut en els mòduls de control de temperatura a una distància compatible amb les característiques dels mitjans electrònics de tubs termosifó bifàsic responsables d'eliminar la calor dels radiadors situats a la part superior de les caixes i les resistències elèctriques encarregats en lloc de mantenir una temperatura prou alta.

## Missió

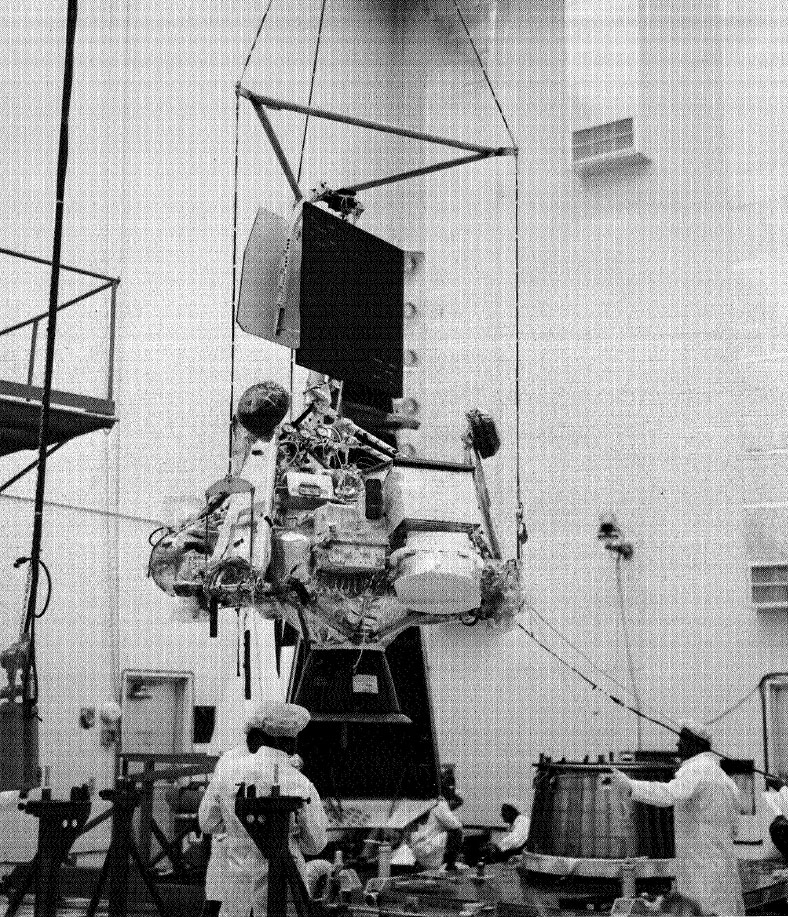
Operacions de preparació de la sonda Surveyor 5 abans del llançament.

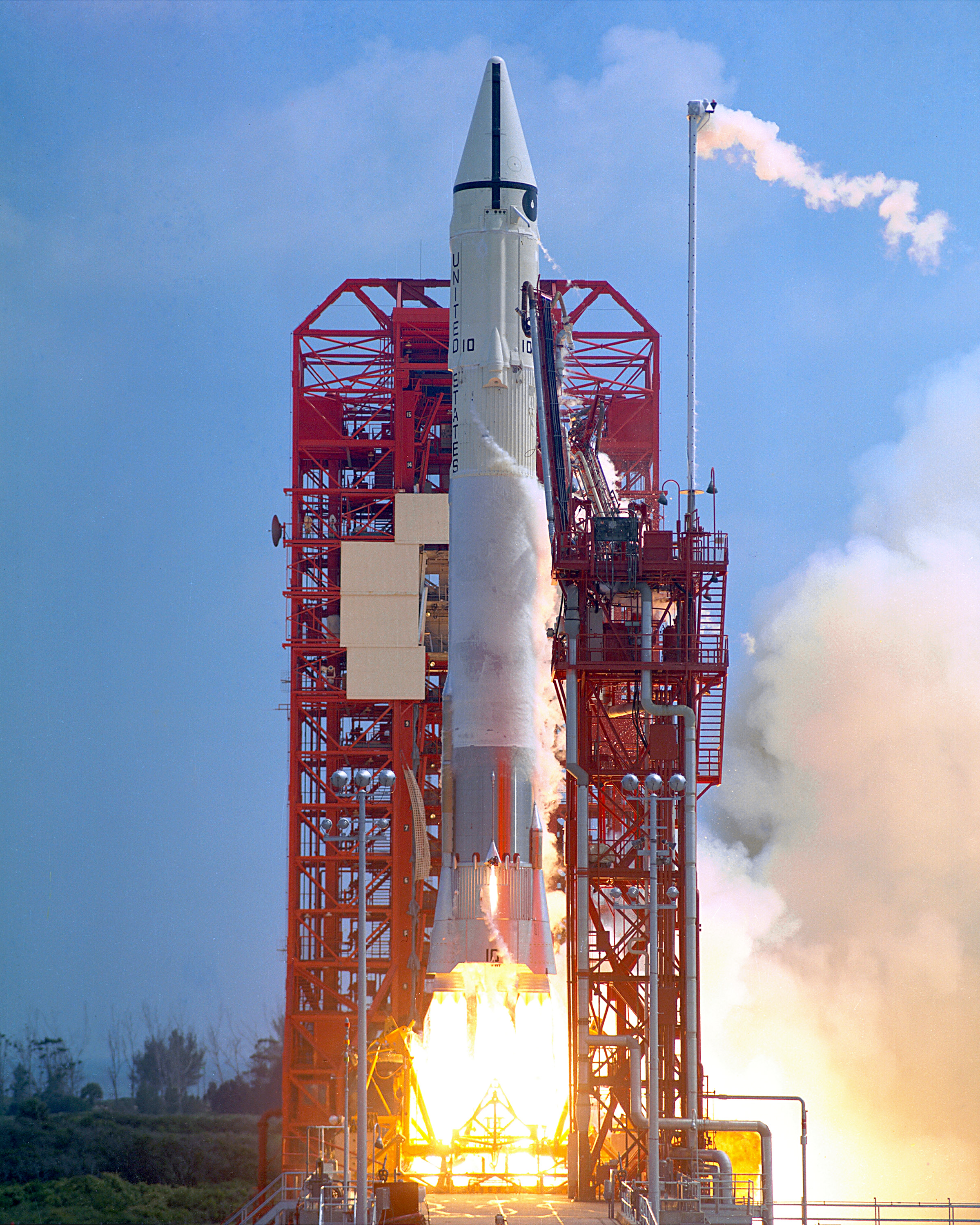
Llançament del Surveyor 1 per un coet Atlas-Centaur en el 1966.

### Finestra de llançament
La finestra de llançament de les sondes Surveyor va ser determinada per diversos paràmetres. La sonda es va col·locar sobre la Lluna en el principi del període de llum d'una dia lunar (són 14 dies terrestres) per complir la seva missió abans que el sol arribi al seu zenit i provoqués les condicions tèrmiques desfavorables. Per les primeres missions, el punt d'injecció en la trajectòria Terra-Lluna és determinat rígidament pel moment del llançament. En efecte, donada la incertesa sobre la capacitat del tram Centaur per ser enjegat dues vegades, la sonda no es va estacionar en una òrbita d'aparcament fins que una alineació sigui favorable. La injecció a la Lluna és directa, no obstant això, les reserves de combustible del tram Centaur permetia ampliar la finestra de llançament en un parell d'hores per dia. La durada del trànsit a la Lluna es determina per la velocitat de la sonda en el seu camí, qüestió que es determina per les capacitats del llançador i dels retrocoets. En la fase crítica de l'aterratge, l'antena de Golstone va ser capaç de rebre senyals de la sonda. A la pràctica, el temps de trànsit entre la Terra i la Lluna és entre 61 i 65 hores. Tots els llocs d'aterratge, excepte el Surveyor 7, es troben prop de l'equador per reduir el consum de combustible i les maniobres a l'arribada. Per la missió de la Surveyor 1, primera de la sèrie i d'alt risc, el lloc d'aterratge escollit està situat gairebé en la vertical local del punt d'arribada de la sonda en la proximitat a la Lluna.

### Llançament i trànsit a la Lluna
El llançador va ser enlairat des de la base de Cap Canaveral a Florida. A diferència de l'Atlas-Agena, trajectòria del llançador no es corregeix de la terra però es modifica contínuament pel sistema de guia ubicat al tram Centaur. En arribar a l'altura de 120 km, el carenat en fibra de vidre és alliberat. El tram Centaur s'enjega quan el llançador ha arribat a una altitud de 155 km. Els motors del tram Centaur s'aturen automàticament quan la velocitat arriba als 10,5 km/s. A continuació, va passar 438 segons des de l'alliberació del segon tram, i 689 segons des de l'enlairament. La sonda es troba en una altitud de 166 km i a 3600 km al sud-oest de Cap Canaveral quan comença el seu viatge a la Lluna. La sonda es troba ara en una òrbita altament el·líptica al voltant de la Terra amb un perigeu de 160 km i un apogeu de 384000 km. Aquesta trajectòria es calcula de manera que la sonda, quan arriba a l'apogeu, cau al camp gravitatori de la Lluna.
El tram Centaur utilitza la connexió elèctrica connectada a la sonda per enviar les instruccions per desplegar les potes inferiors del tren d'aterratge i de l'antena d'alt guany. Aquestes parts de la sonda es dobleguen sota la tapa per limitar el volum ocupat. L'equip del tram Centaur provoca el tall de la línia elèctrica 5 segons després de la separació del llançador i de la sonda. Aquest últim farà pivotar amb el seu control de motors de petita actitud per orientar el panell solar en la direcció del Sol. Es gira al voltant del seu eix principal en la velocitat de 0,5° per segon fins a un primer sensor que té un camp solar òptic de 196° x 10° quan detecta l'estrella i llavors gira sobre el seu eix fins que un segon sensor addicional més sensible solar (el camp òptic més a prop) detecta el Sol. El panell solar és alliberat per una petita càrrega pirotècnica i està orientada a ser perpendicular al pal davant el Sol. El tram Centaur utilitza els seus motors de control d'orientació per iniciar una rotació de 180° i llavors fer la meitat del seu gir començant a enjegar els motors breument i després purgar els tancs per evitar la seva trajectòria amb la de la sonda i no arriscar-se a entrar al camp de visió del visor d'estrelles. Van caldre més de 4 hores per aturar l'orientació de la sonda. A mig camí, es va deixar l'orientació de la sonda per aquests motors vernier en la posició correcta per fer una petita correcció de trajectòria (delta-v de Plantilla:Unité pour Surveyor 1).

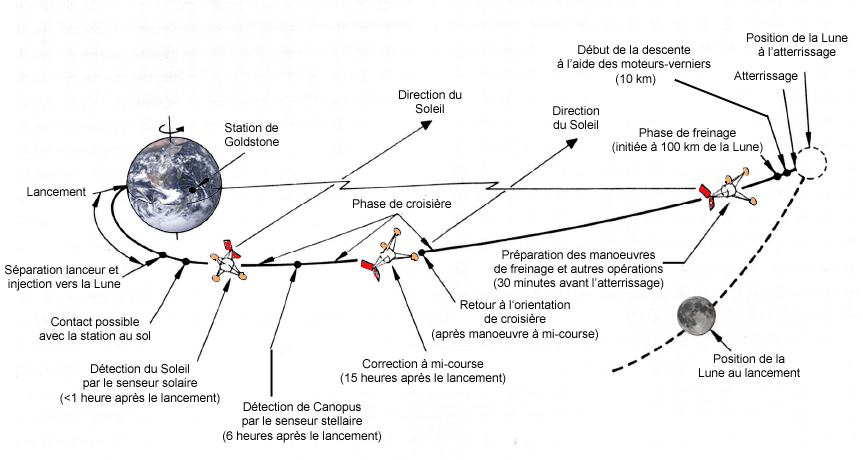
Esquema 4. Trajectòria d'una sonda entre la Terra i la Lluna.

### Fase d'aterratge

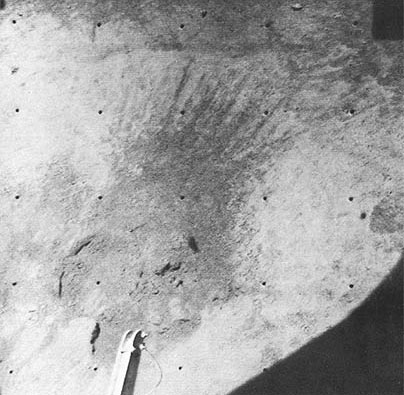
Surveyor 6 sobre la Lluna: el motor vernier es va revifar després de l'aterratge.

L'arribada a la Lluna era en una trajectòria hiperbòlica sense òrbita intermèdia al voltant de la Lluna. La Lluna no té atmosfera, en arribar al sòl amb velocitat zero depèn de la capacitat per reduir la velocitat del motor en relació amb el trànsit i generat per la gravetat lunar. La trajectòria de retenció de les sondes Surveyor consisteix a anul·lar la velocitat horitzontal al sòl lunar a deu quilòmetres d'altura i després deixar-se caure verticalment sota la influència de cancel·lació de la gravetat lunar al 90% de la velocitat que s'havia generat. Aquesta estratègia conservadora però relativament normal donada la falta d'experiència en l'època del programa Surveyor, és ineficaç davant l'energia, com es mostra en les modificacions en el pla de vol de la Surveyor 5 que va ser capaç d'aterrar en iniciar el descens vertical només a 1,3 km del sòl amb molt menys ergol.
En 30 minuts abans d'aterrar, la sonda està orientada a alinear l'eix del retrocoet amb el vector velocitat utilitzant el sensor solar i el visor d'estrelles. Quan el radar AMR detecta que el sòl lunar és a 100 km desencadena la seqüència d'ignicions del retrocoet: després de 8 segons, els motors verniers estan il·luminats amb la finalitat de mantenir l'orientació de la sonda durant l'operació del retrocoet. Es troba en un segon més tard, quan l'altitud cau als 76 km: els gasos generats pel retrocoet expulsen l'antena del radar AMR fixat a la sortida de la tobera. L'acció del retrocoet redueix la velocitat aèria mitjana de 2750 m/s a 159 m/s en 40 segons. Deu segons després de l'apagada, el retrocoet i el seu tanc són expulsats juntament en una altitud de 10 km: la massa de la sonda passa de 995 kg a 340 kg després d'aquesta fase. La sonda va començar llavors un descens controlat usant els seus motors verniers controlats per l'ordinador de bord. S'utilitza les dades proporcionades per l'altímetre radar amb quatre feixos electromagnètics mesurant tant l'altitud, com la velocitat vertical i durant l'última fase, la velocitat horizontal per l'efecte Doppler. En arribar a 4,5 metres del sòl, els motors verniers foren apagats i la sonda realitza una caiguda lliure amb una velocitat vertical d'aproximadament 5 m/s i una velocitat horizontal gairebé zero.

## Resultats científics

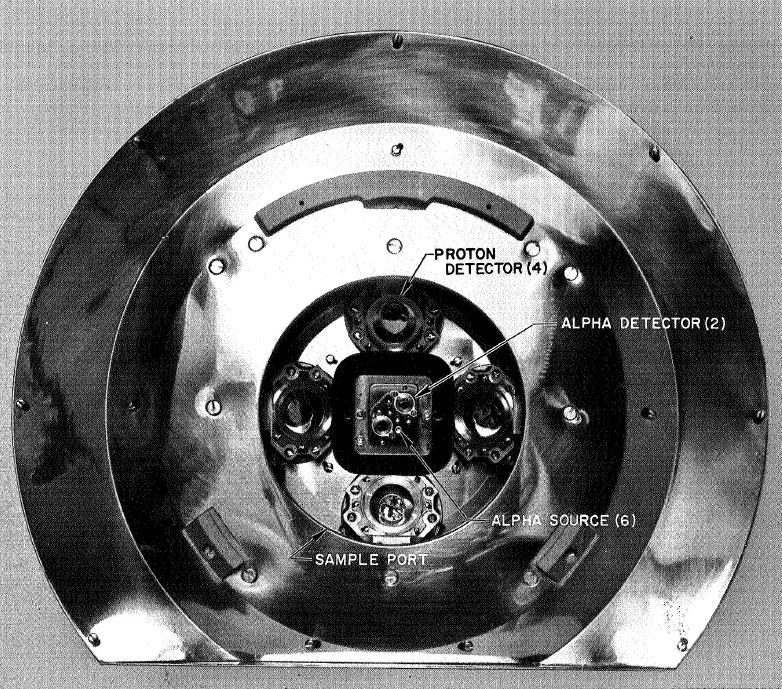
Transmissor i els sensors de l'analitzador de partícules alfa.

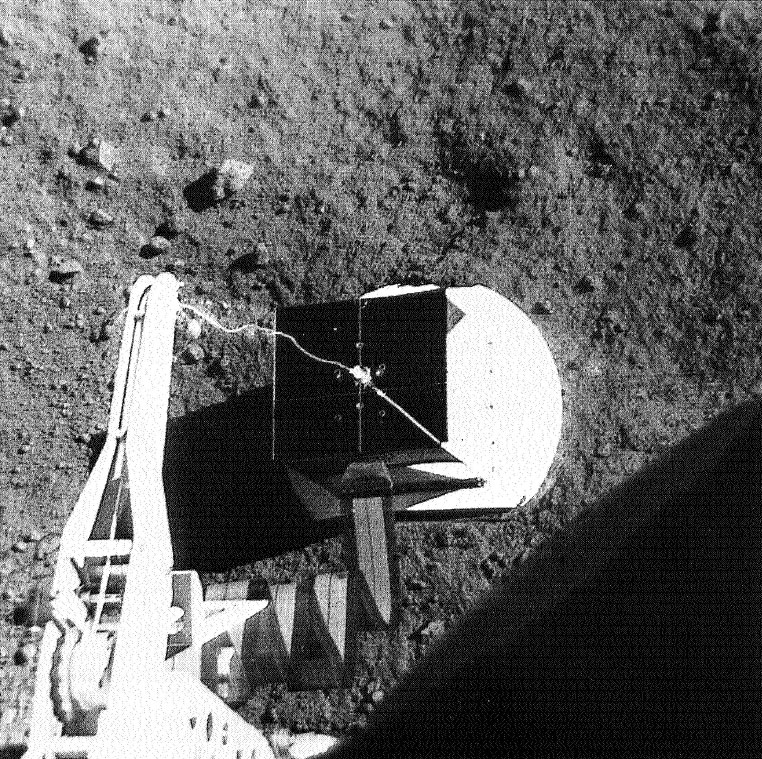
L'analitzador de partícules alfa de la Surveyor 5 es fa descendir sobre la superfície lunar.

La càrrega útil de les Surveyor, que va incloure inicialment més d'una dotzena d'instruments científics, es va simplificar com a resultat dels problemes de rendiment del tram Centaur. Els instruments tenien el principal objectiu de determinar les característiques del sòl i del contorn lunar per als aterratges del mòdul lunar Apollo.

### Instruments científics
Els instruments instal·lats en les sondes va variar en funció de les missions :
- Una càmera va ser embarcada en totes les missions. Va permetre efectuar una visió panoràmica de 360° i podia ser orientada en azimut de -65° a +40° (+90° a partir de la Surveyor 6). La seva resolució era d'1 mm cada 4 metres i podia treballar en 1,23 metres a l'infinit. El camp òptic podia anar de 25,3 a 6,43° però a la pràctica només es van utilitzar els dos valors extrems. La càmera contenia 3 filtres de colors i un filtre polaritzador. L'ajust i l'orientació de la càmera es controlaven des de la Terra. La llum incident és convertida en senyals elèctrics per un tub Vidicon. La càmera permet produir les imatges amb dues definicions: 600 línies o 200 línies. Dues mires acoblades sobre una antena omnidireccional i per sobre d'una de les brides del tren d'aterratge faciliten l'ajust del dispositiu.[51]
- Una pala estava instal·lada a les sondes Surveyor 3 i Surveyor 7. Es va utilitzar per provar la resistència de la pressió del sòl i en l'impacte per cavar un forat per tal d'analitzar el subsòl. La pala és de 12 cm de llarg i de 5 cm de gran. Està muntada a l'extrem d'un dispositiu articulat que permet gratar el sòl a una distància entre 58 i 163 centímetres des del seu punt sobre un costat del tren d'aterratge. Es pot moure lateralment a través d'un arc de 112° i ser elevada a una alçada de 102 cm per sobre del sòl i llavors es baixa amb una força sota l'efecte combinat de la gravetat lunar i d'un ressort per provar les propietats mecàniques del sòl. La pala també es pot ajustar a 46 cm per sota del nivell dels peus del tren d'aterratge. La pala està equipada amb sensors per conèixer les forces aplicades.[52][12]
- Un analitzador de partícules alfa està instal·lada sobre les sondes Surveyor 5, 6 i 7. Utilitza una font radioactiva (Curium 242) per bombardejar una mostra de sòl. Els detectors de partícules alfa i de protons són col·locats adjacent a la font de transmissió per analitzar partícules retornades per la mostra sotmesa a bombardeig. Depenent de l'energia d'aquestes partícules, la composició atòmica de la mostra es pot inferir amb força precisió. El dispositiu està instal·lat en una carcassa en la part inferior de manera oberta i que es manté en un interval de temperatura acceptable amb revestiments aïllants i una resistència elèctrica. Està unit a un suport al cos del vehicle durant el trànsit a la Lluna i després d'aterrar baixa en una corda en niló sobre el sòl lunar per permetre l'anàlisi. Té una durada de diverses hores. Només la mostra de sòl està situada verticalment a la ubicació d'emmagatzematge de l'analitzador que pot ser analitzada. la Surveyor 7 també portava una pala, que podria ser utilitzada per moure l'analitzador i efectuar l'anàlisi en diferents llocs.[53]
- Els imants destinats a detectar els materials sensibles a un camp magnètic foren instal·lats sobre les sondes a partir de la Surveyor 5. Un imant i una barra de control no magnetitzada fou instal·lats sobre un dels peus del tren d'aterratge d'aquesta sonda i la següent. Per la sonda Surveyor 7 els imants foren instal·lats sobre dues de les seves potes com també sobre la pala.[54]

### Resultats obtinguts
Les principals dades recollides pel programa Surveyor van ser les 87674 fotos preses per la càmera sobre la superfície de la lLluna del 98% durant el primer dia lunar de cada missió. Els científics van treure diverses conclusions a partir d'aquestes imatges. La profunditat dels cràters plens de roques fotografiades que permet estimar el gruix de la capa de regolita, la pols resultant dels impactes repetits de meteorits: aquesta varia d'1 a 20 metres segons el lloc. La distribució dels cràters de pocs centímetres fins a desenes de metres observats al voltant dels llocs d'aterratge confirmen l'antiguitat del bombardeig sofert per la Lluna. L'analitzador de partícules alfa ha permès determinar que els tres primers elements químics que componen les mostres analitzades són l'oxigen (57%), el silici (20%) i l'alumini (7%). És en aquest ordre el més comú en l'escorça terrestre. El lloc de les mostres de sòl situades en un turó visitada per la Surveyor 7 es diferencia dels analitzats en les planes: la proporció del grup de ferro (que va del tità al coure) és major. Aquests resultats, també molt diferents de la composició de meteorits, desvien l'assumpció de la Lluna d'un vestigi de material primitiu en la formació del sistema solar.
En el context del programa Apollo, les propietats mecàniques de la superfície lunar s'han estudiat en profunditat. Que el sòl tingui la consistència de sorra humida és compressible, però la seva resistència a la compressió augmenta ràpidament amb la profunditat i arriba de 5,5 Newton/cm² a 5 cm. Aquesta resistència és molt compatible amb el tren d'aterratge del mòdul lunar que havia de portar homes a la Lluna. Les sondes Surveyor no eren capaces de realitzar l'aterratge amb la precisió que havia de ser seleccionada per al programa Apollo; els responsables de la NASA van partir del supòsit en les conclusions sobre les propietats del sòl lunar per les missions Surveyor s'aplicarien als llocs d'aterratge per a futures missions tripulades. Aquesta suposició es va poder demostrar.

## Galeria de fotos preses per les sondes Surveyor

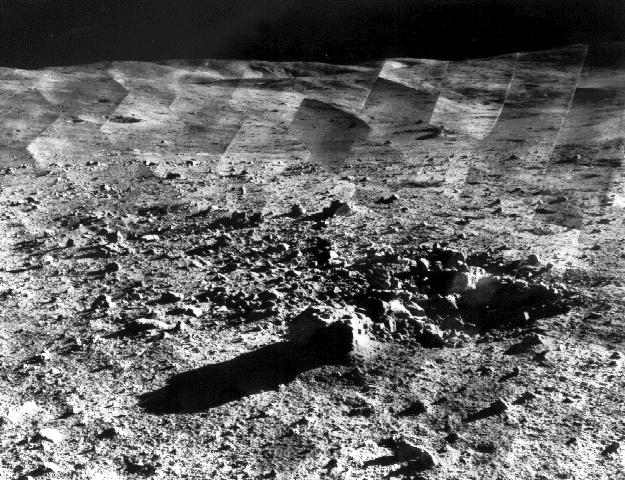
Mosaic de fotos de cràter Tycho realitzada per la Surveyor 7
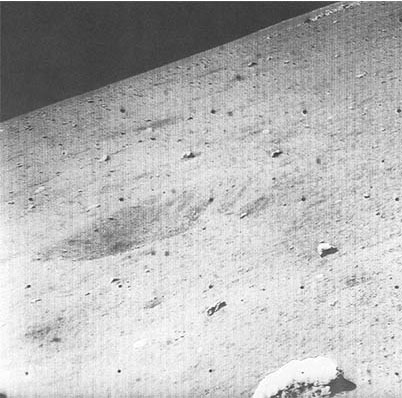
Petit cràter fotografiat per la Surveyor 1
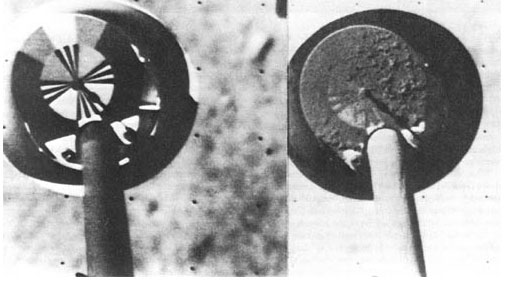
Surveyor 7 abans i després d'una ignició dels motors verniers per provar la tensió mecànica del sòl lunar
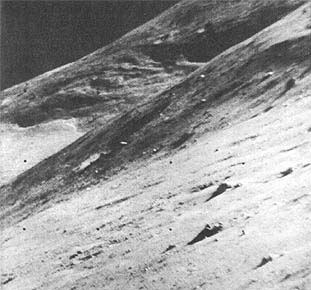
Surveyor 7: terreny muntanyós al nord-est del lloc d'aterratge